# Kamienica przy ul. Stanisława Witczaka 80 w Bytomiu
Kamienica przy ul. Stanisława Witczaka 80 – kamienica czynszowa z 1. ćwierci XX wieku w Bytomiu-Rozbarku, wpisana do rejestru zabytków nieruchomych województwa śląskiego.

## Historia
Budynek został wzniesiony w 1912 roku (według innych źródeł około 1905 roku) na zamówienie Johanna Madeja według projektu P. Meisera, mistrza murarskiego. Wcześniej na jego miejscu znajdował się parterowy budynek wzniesiony w 1872 roku. Od początku kamienica stanowi własność rodziny Madejów. 28 lutego 1994 roku obiekt został wpisany do wojewódzkiego rejestru zabytków nieruchomych (nr. rej.: A/1555/94).

## Architektura
Trzypiętrowa kamienica murowana z cegły na planie prostokąta, podpiwniczona, z użytkowym poddaszem, nakryta dachem mansardowym. Elewacja frontowa z dwoma wykuszami jest częściowo pokryta czerwoną cegłą klinkierową. Pokrywają ją także płyciny podokienne oraz fryz na poziomie 3. piętra. Szczyty facjat oraz główny otwór wejściowy wieńczą oculusy. Wnętrze budynku zachowało częściowo historyczny charakter: pozostała ceramiczna okładzina sieni, sufity ze sztukateriami, piece kaflowe oraz dawna stolarka drzwiowa. Budynek jest zachowany w stanie dobrym.